# ووودلاند (كاليفورنيا)
ووودلاند (بالإنجليزية: Woodland)‏ هي إحدى مدن مقاطعة يولو، كاليفورنيا. تم إعطاءها لقب مدينة في 22 فبراير، 1871.

## المناخ
يظهر الجدول التالي التغييرات المناخية على مدار السنة لووودلاند:
| البيانات المناخية لـووودلاند      | البيانات المناخية لـووودلاند | البيانات المناخية لـووودلاند | البيانات المناخية لـووودلاند | البيانات المناخية لـووودلاند | البيانات المناخية لـووودلاند | البيانات المناخية لـووودلاند | البيانات المناخية لـووودلاند | البيانات المناخية لـووودلاند | البيانات المناخية لـووودلاند | البيانات المناخية لـووودلاند | البيانات المناخية لـووودلاند | البيانات المناخية لـووودلاند | البيانات المناخية لـووودلاند |
| الشهر                             | يناير                        | فبراير                       | مارس                         | أبريل                        | مايو                         | يونيو                        | يوليو                        | أغسطس                        | سبتمبر                       | أكتوبر                       | نوفمبر                       | ديسمبر                       | المعدل السنوي                |
| --------------------------------- | ---------------------------- | ---------------------------- | ---------------------------- | ---------------------------- | ---------------------------- | ---------------------------- | ---------------------------- | ---------------------------- | ---------------------------- | ---------------------------- | ---------------------------- | ---------------------------- | ---------------------------- |
| الدرجة القصوى °ف (°م)             | 78 (26)                      | 82 (28)                      | 87 (31)                      | 100 (38)                     | 106 (41)                     | 114 (46)                     | 114 (46)                     | 113 (45)                     | 112 (44)                     | 105 (41)                     | 89 (32)                      | 76 (24)                      | 114 (46)                     |
| متوسط درجة الحرارة الكبرى °ف (°م) | 54 (12)                      | 61 (16)                      | 67 (19)                      | 74 (23)                      | 82 (28)                      | 90 (32)                      | 96 (36)                      | 95 (35)                      | 90 (32)                      | 79 (26)                      | 65 (18)                      | 55 (13)                      | 76 (24)                      |
| متوسط درجة الحرارة الصغرى °ف (°م) | 38 (3)                       | 44 (7)                       | 44 (7)                       | 47 (8)                       | 52 (11)                      | 56 (13)                      | 58 (14)                      | 57 (14)                      | 56 (13)                      | 50 (10)                      | 43 (6)                       | 38 (3)                       | 49 (9)                       |
| أدنى درجة حرارة °ف (°م)           | 15 (−9)                      | 25 (−4)                      | 25 (−4)                      | 30 (−1)                      | 35 (2)                       | 41 (5)                       | 46 (8)                       | 44 (7)                       | 38 (3)                       | 31 (−1)                      | 24 (−4)                      | 19 (−7)                      | 15 (−9)                      |
| الهطول إنش (مم)                   | 3.92 (100)                   | 3.49 (89)                    | 2.54 (65)                    | 1.26 (32)                    | .50 (13)                     | .19 (4.8)                    | .01 (0.25)                   | .04 (1.0)                    | .25 (6.4)                    | 0.94 (24)                    | 2.01 (51)                    | 3.32 (84)                    | 18.50 (470)                  |
| متوسط تساقط الثلوج إنش (سم)       | 0.2 (0.51)                   | 0 (0)                        | 0 (0)                        | 0 (0)                        | 0 (0)                        | 0 (0)                        | 0 (0)                        | 0 (0)                        | 0 (0)                        | 0 (0)                        | 0 (0)                        | 0 (0)                        | 0.2 (0.51)                   |
| المصدر:                           |                              |                              |                              |                              |                              |                              |                              |                              |                              |                              |                              |                              |                              |

## أعلام
- كودي هوكينز
- سوفي كرامب
- باول ديفيس
- ستيف أندرادي
- خوسيه أنطونيو بوين
- غاري دونكان